# 제9회 대통령배 전국고교야구대회
제9회 대통령배 전국고교야구대회는 1967년 이래로 9번째 대통령배 고교야구선수권대회이다. 이 대회는 1975년 5월 7일부터 5월 13일까지 대회가 진행되었었다.

## 참가 지역 및 팀 수
| 지역 및 특정 부분 | 팀 수 |
| ----------------- | ----- |
| 전년도 우승       | 1     |
| 추천초청          | 0     |
| 서울              | 8     |
| 부산              | 2     |
| 경기              | 2     |
| 강원              | 2     |
| 충북              | 1     |
| 충남              | 1     |
| 경북              | 2     |
| 경남              | 1     |
| 전북              | 2     |
| 전남              | 3     |
| 합계              | 25    |